# 陈元达 (1911年)
陈元达（1911年—1931年8月5日），祖籍浙江诸暨店口，出生于杭州，中国共产党早期人物。

## 生平
陈元达1911年生于杭州，父亲曾在军阀部队中任军官。兄弟姐妹七人，陈元达排行第三。幼年在浙江镇海国民小学读书，1923年，考进宁波基督教教会所办浸会中学学习。后来该校与崇信中学合并并改名为四明中学（现为宁波市第四中学）。由于学习勤奋，陈元达两年就读完了初中三年的课程。
1925年，陈元达受五卅运动影响，决定离开宁波，到上海求学。1925年暑假，陈元达跳级考取同济大学机师科。
1926年3月，天津大沽口事件爆发后，3月18日抗议日军的暴行造成死47人、伤200余人，史称“三一八惨案”。陈元达和同学们一起参加了上海市各界市民三万余人的追悼大会，沉痛悼念北京死难烈士。同济大学要求学生签署“誓约书”不再参加活动，他等70名学生决定放弃学籍主动离校以表示拒绝签约。随后他进入广东大学工科学习，1927年，他加入中国共产党。他和王三川受组织派遣，返回上海。9月考入同济大学德文补习班，期间与殷夫相识成为挚友。
1928年，殷夫第二次被捕释放后，和陈元达、王三川先后转移到浙江象山，三人都在县立女子小学任代课教师。1929年春，三人先后离开象山，重返上海寻找党组织。陈元达从事工人运动，并进行写作和翻译，他为《摩登青年》、《拓荒者》等刊物写稿。1931年7月25日，陈元达到上海爱而进路（今安庆路）142号从事联络工作时，被工部局司捕房两名华探逮捕。27日，转解上海淞沪警备司令部。在狱中，他坚贞不屈，视死如归。8月5日，他被秘密杀害于上海龙华，就义时年仅20岁。